# Godfrey A. Okiki
Godfrey A. Okiki, né à Minna (Nigeria) en 1940, est un graveur et peintre nigérian principalement actif dans les années 1960.

## Biographie
Godfrey Aduku Okiki naît à Minna, au Nigéria, le 28 novembre 1940.
Il étudie au Yaba College of Technology (en) puis au Nigerian College of Arts, Science and Technology, où il obtient un diplôme en beaux-arts spécialisé en graphisme en 1962. Il étudie ensuite les médias de communication aux États-Unis de 1963 à 1966.
Okiki travaille au conseil de la ville de Lagos de 1966 à 1969 et donne des conférences sur l'aide audiovisuelle à l'université de Lagos.
Il est membre de la Nigerian National Museum Society et est le cofondateur en 1963 de la Society of Nigerian Artists, pour laquelle il expose lors de l'exposition inaugurale en 1964,. Il fait partie de l'« École de Zaria » ou The Zaria Art Society,.
Godfrey Okiki tient ses premières expositions entre 1960 en 1962, où il participe notamment à une exposition du Mbari Club, à Ibadan. À l'étranger, il expose à New York pour la Phelps Stokes Fund (en) en 1965, à la Smithsonian Institution lors de l'exposition collective Smithsonian Institution Traveling Exhibition of African Prints (1966-1968). Surtout, il prend part à l'important FESTAC 77, qui se déroule à Lagos en 1977.

## Œuvre
Les Archives nationales des États-Unis incluent Godfrey Okiki parmi les membres représentatifs de l'art contemporain africain, sur la base d'une série d'œuvres, « Artworks by African Artists », donnée par la Fondation Harmon en 1967. Cette collection inclut plusieurs œuvres d'Okiki :
- African Mother and Child, gravure sur bois (1963)
- Women off to Market, gravure sur bois (1963)
- Dance to the Talking Drum, linogravure (1963)
- Casting the Net, huile (1964)
- Scene: Northern Nigeria, huile sur toile (1964)
- The Call, huile sur panneau (1964)
- The Worshippers, huile sur toile (1964)

Estampes de Godfrey A. Okiki aux Archives nationales des États-Unis
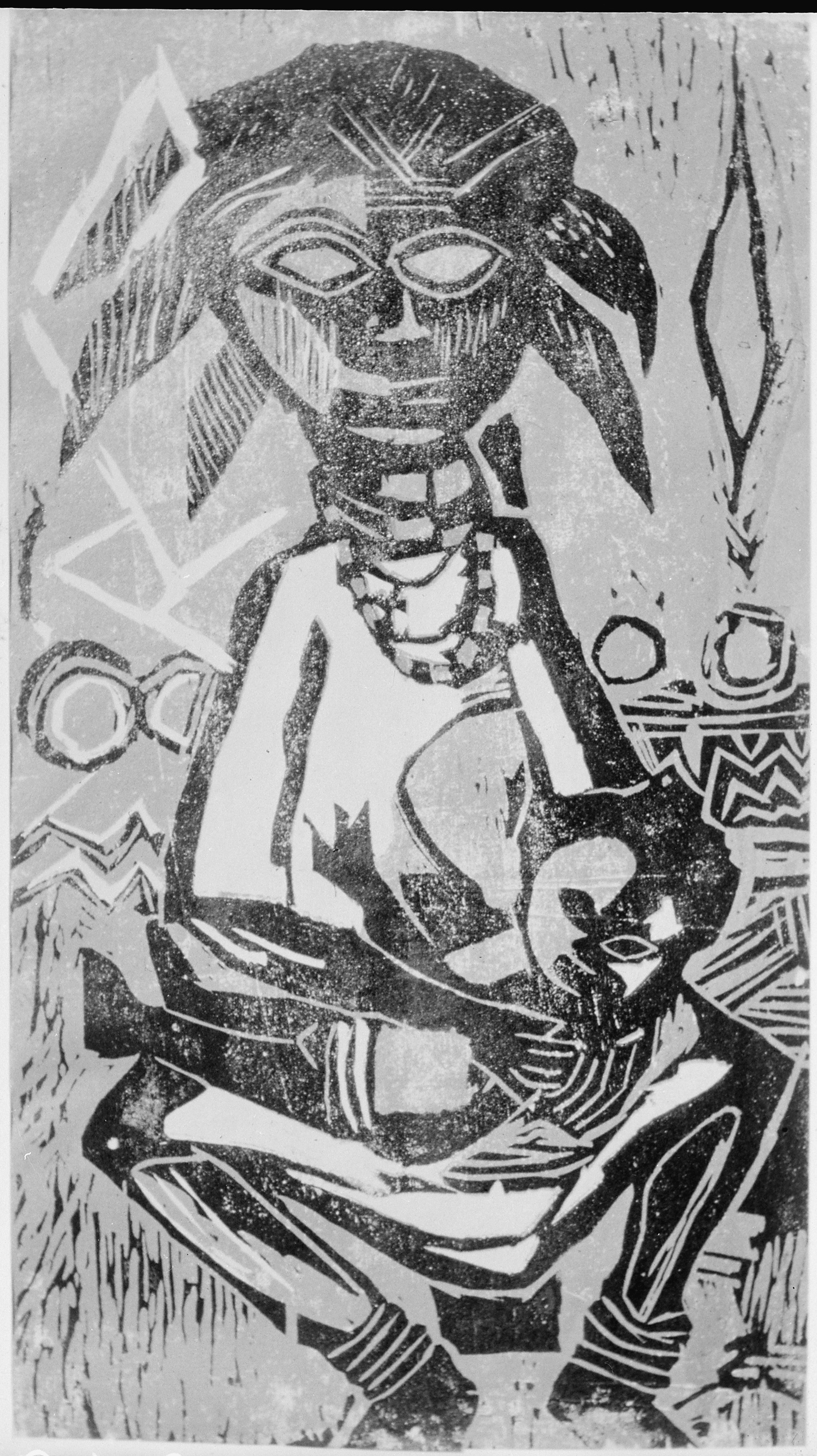
African Mother and Child (1963).
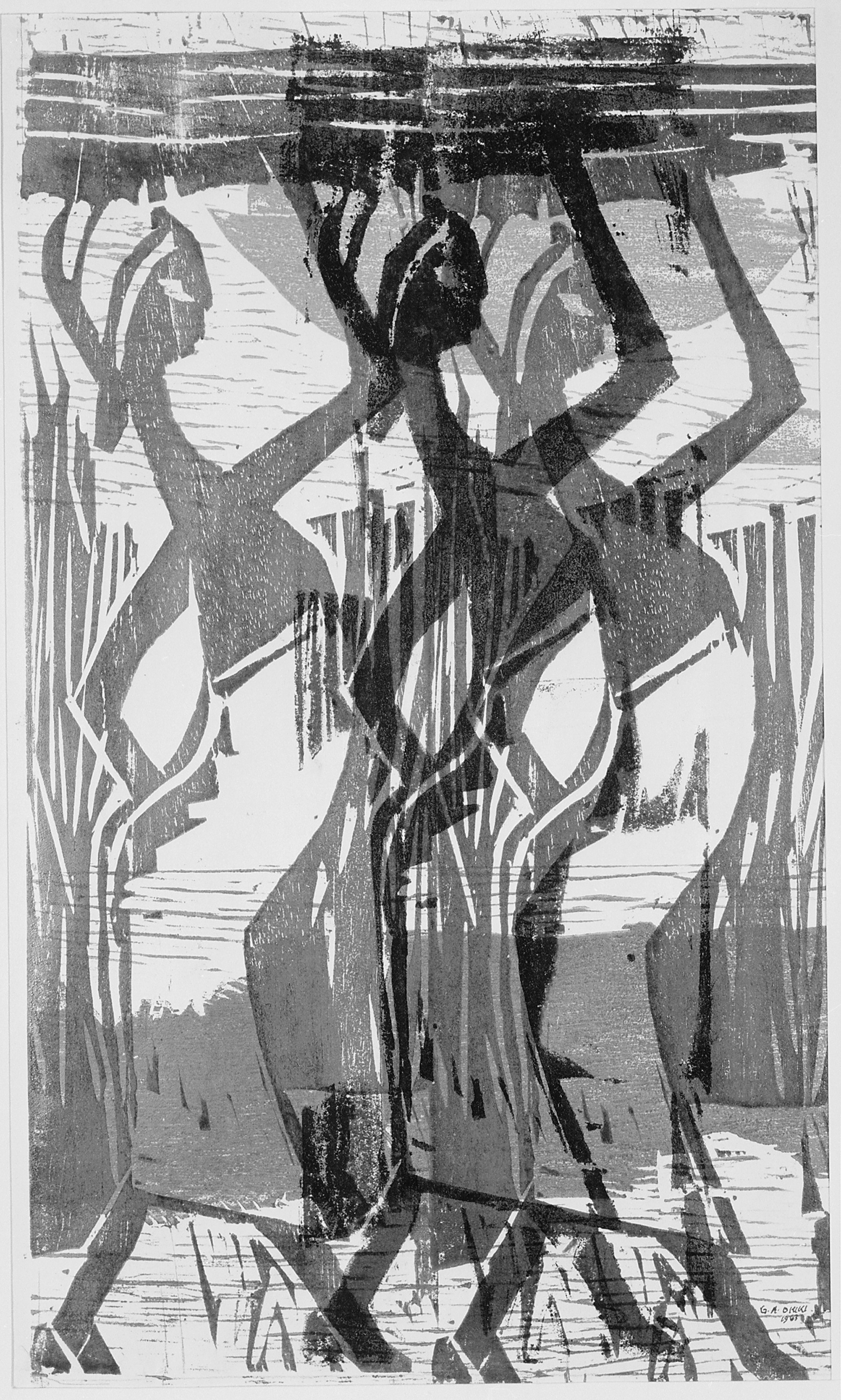
Women off to Market (1963).
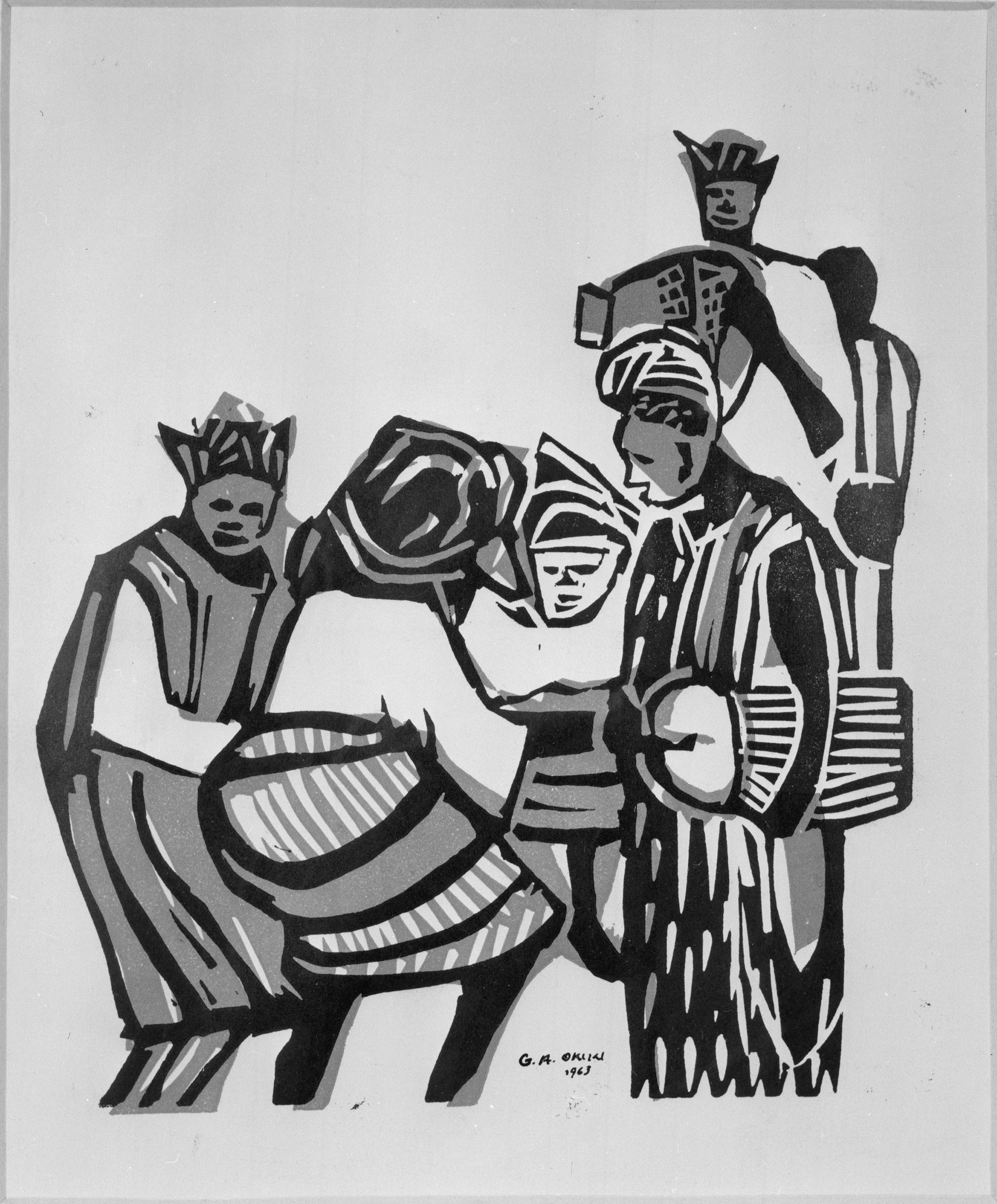
Dance to the Talking Drum (1963).

Tableaux de Godfrey A. Okiki aux Archives nationales des États-Unis
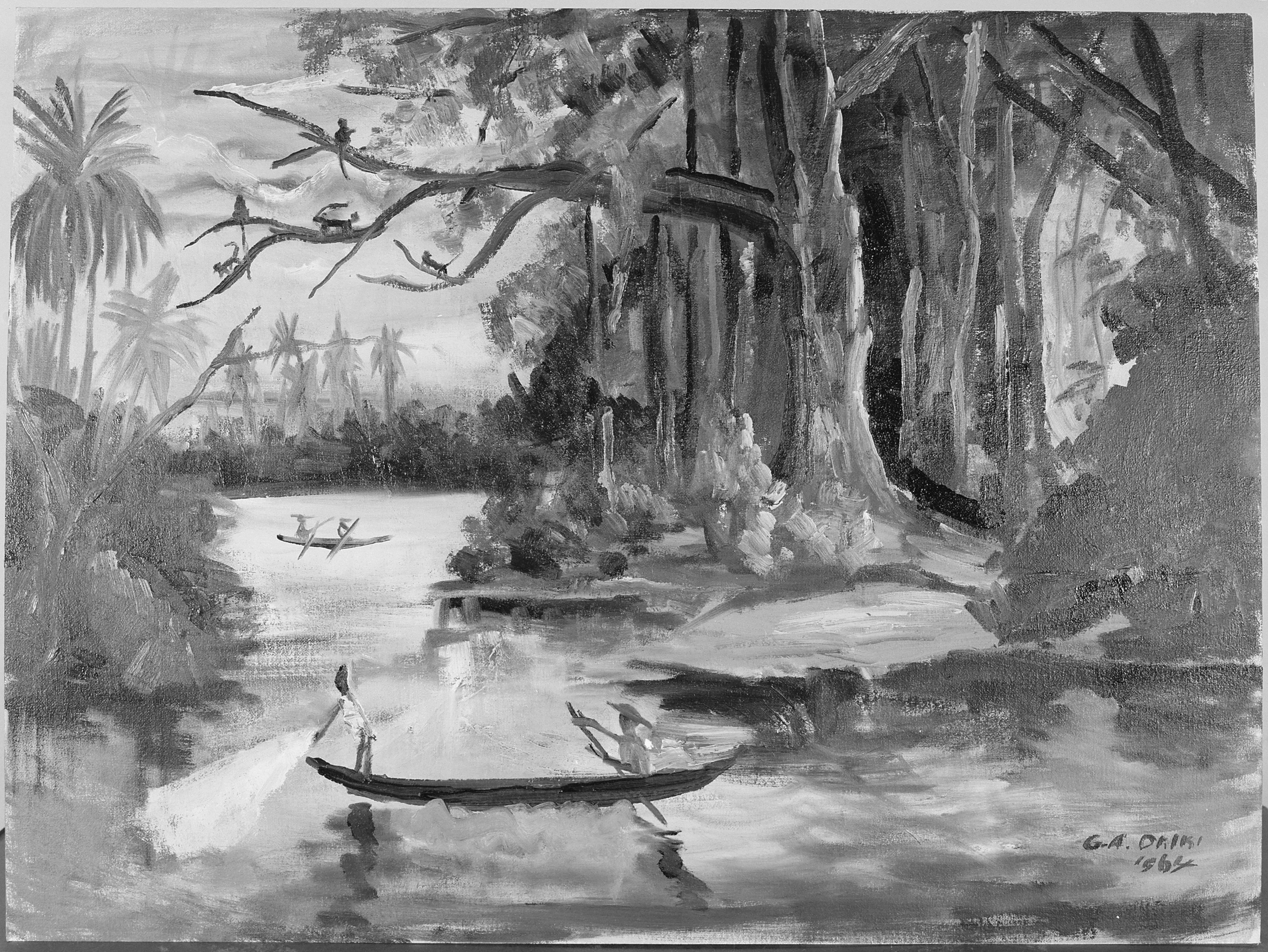
Casting the Net (1964).
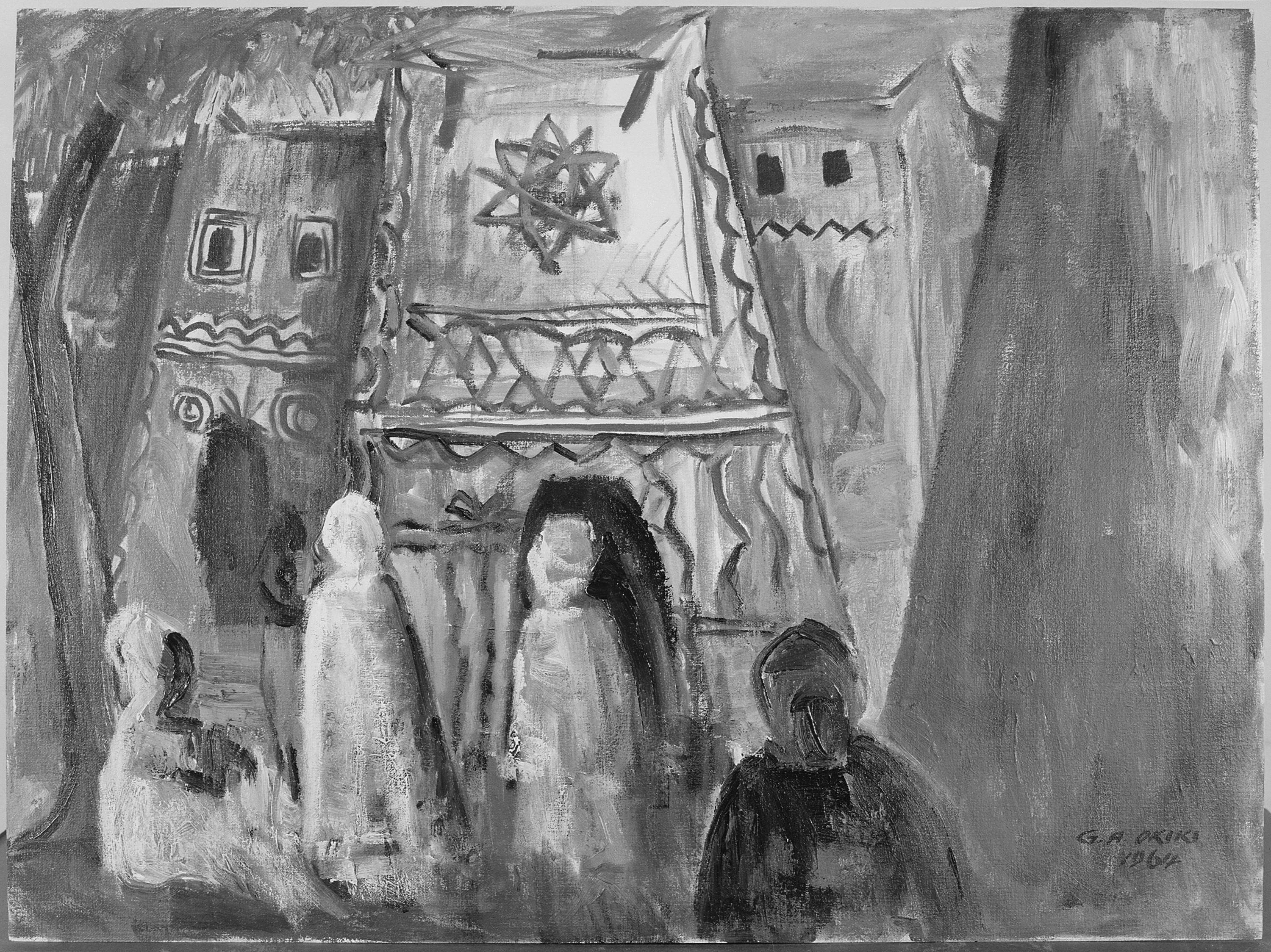
Scene, Northern Nigeria (1964)
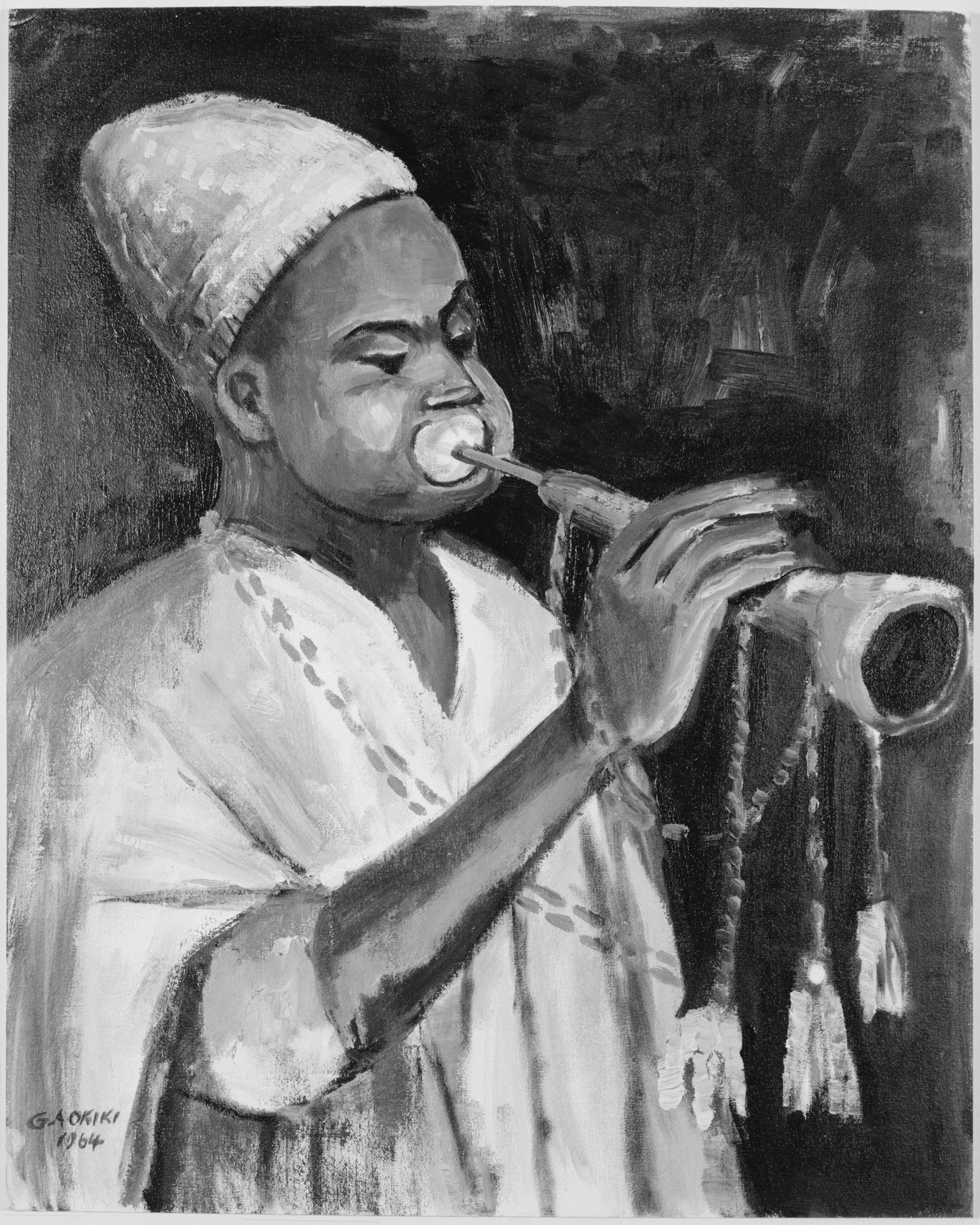
The Call (1964).
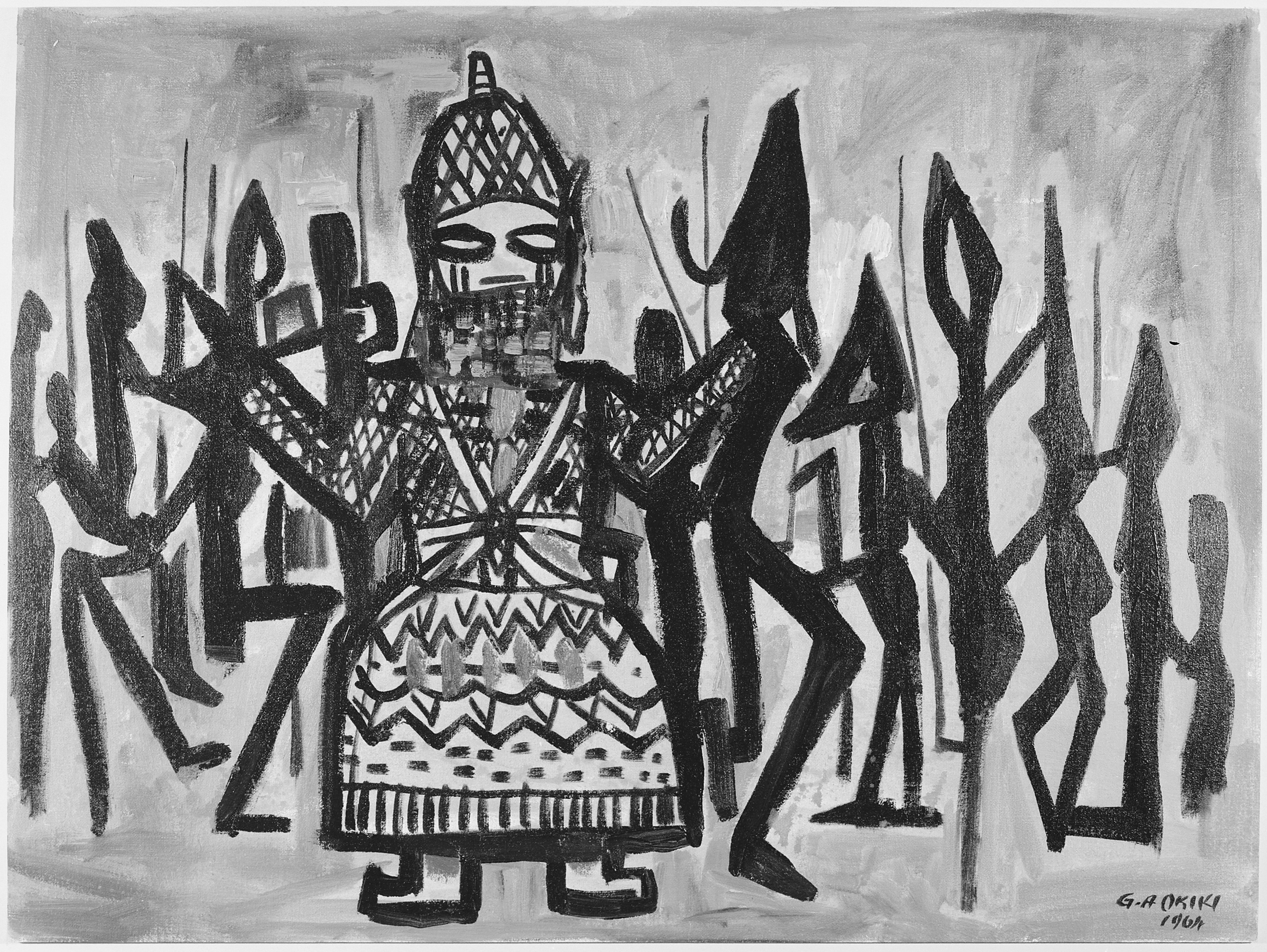
The Worshippers (1964).